# Dimorphandra conjugata
Dimorphandra conjugata là một loài thực vật có hoa trong họ Đậu. Loài này được (Splitg.) Sandwith miêu tả khoa học đầu tiên.